# Sri Gupta
En inskription i Pune anger Sri Gupta som Adhiraja för Guptadynastin, det vill säga dynastins grundare.
Mycket lite är känt om denne man, men Guptariket i sig kom att ha en mycket stor betydelse för Indiens utveckling. Sri Gupta föddes sannolikt 440, sedan finns uppgifter om att han skulle ha avlidit så tidigt som 480, medan andra uppgifter talar för att han levde till 500.